# De Nationale Opera
De Nationale Opera (DNO), anteriorment denominada De Nederlandse Opera, és una companyia d'òpera neerlandesa amb seu a Amsterdam, Països Baixos. La seva actual seu és al Het Muziektheater, un edifici modern dissenyat per Cees Dam que es va inaugurar el 1986.
DNO va ser establerta poc després del final de la Segona Guerra Mundial com una companyia de repertori amb un conjunt permanent. En el període de postguerra, va fer extenses gires als Països Baixos des de la seva seu al Stadsschouwburg Amsterdam, un teatre fin de siècle al Leidseplein a Amsterdam. El 1964, va ser rebatejat De Nederlandse Operastichting (La fundació de l'òpera neerlandesa), i la companyia va adoptar una orientació stagione, convidant diferents solistes i grups artístics per a cada nova producció. El 1986, la companyia es va traslladar al nou edifici Muziektheater, l'Stopera, que comparteix amb el Ballet nacional neerlandès, a la vora del riu Amstel i posteriorment va ser conegut com la de Nederlandse Opera (DNO).
DNO té el seu propi cor de seixanta cantants i un equip tècnic de 260. DNO no té la seva pròpia orquestra resident, i així han proporcionat les forces orquestrals per a les seves produccions diverses orquestres dels Països Baixos, incloent l'Orquestra Filharmònica dels Països Baixos (NPO), l'Orquestra de cambra dels Països Baixos (NKO), l'orquestra Royal Concertgebouw, l'Orquestra Filharmònica de Rotterdam, l'Orquestra Filharmònica de la Ràdio dels Països Baixos, el Conjunt ASKO i el Conjunt Schoenberg.
DNO produeix unes onze produccions a l'any, amb gairebé totes les representacions venudes. La major part d'elles es fan al Muziektheater, la companyia també ha interpretat al Stadsschouwburg, al Koninklijk Theater Carré, i al lloc industrial Westergasfabriek a Amsterdam. Durant molts anys, la producció de juny s'ha organitzat com a part del Festival d'Holanda i inclou la participació de l'orquestra del Royal Concertgebouw.

## Directors (llista parcial)
- Hans Vonk (1976-1985)
- Hartmut Haenchen (1986-1999)
- Edo de Waart (1999-2004)
- Ingo Metzmacher (2005-2008)
- Marc Albrecht (2011–2020)
- Lorenzo Viotti (2021–)